# Lygodactylus conraui
Lygodactylus conraui är en ödleart som beskrevs av  Gustav Tornier 1902. Lygodactylus conraui ingår i släktet Lygodactylus och familjen geckoödlor. Inga underarter finns listade i Catalogue of Life.